# Pere (bisbe de Barcelona)
Pere fou bisbe de Barcelona durant el tercer quart del segle X. Fixada la metròpoli Tarraconense a Vic, per restar destruïda la capital, se li atribuïren diverses diòcesis sufragànies que foren les de Barcelona, Vic, Girona i Elna. El bisbe Pere consta en una carta del metropolità Cesari envià al papa Joan en què el mencionava com un dels bisbes que no el reconeixia com a tal pels volts de l'any 962. Pere consta com un dels executors del testament del Comte Miró el 21 de desembre del 966 (dotzè del regnat de Lotari fill de Lluís d'Ultramar). En aquest testament llegà diversos béns a l'església i capítol de Barcelona, entre ells moltes esglésies com la dels Sants Just i Pastor de Barcelona. El 971 el Papa Joan XIII adreçà una carta als bisbes díscols respecte a l'autoritat de l'arquebisbe de Tarragona, Pere un d'ells, perquè el reconeguessin com a metropolità. El 3 de desembre del 972 assistí Pere convidat pel bisbe de Vic per a consagrar l'església de Sant Benet de Bages, on concorregué amb el d'Urgell i gran nombre de nobleses. Poc temps després morí perquè el 974 ja consta com a successor a la seu el bisbe Vives.